# Schwanheim (Rhénanie-Palatinat)
Pour les articles homonymes, voir Schwanheim.
Schwanheim est une municipalité de la Verbandsgemeinde Hauenstein, dans l'arrondissement du Palatinat-Sud-Ouest, en Rhénanie-Palatinat, dans l'ouest de l'Allemagne.